# Alexander Animalu
Alexander Obiefoka Enukora Animalu (geb. 28. August 1938 in Oba, Anambra) ist ein nigerianischer theoretischer Physiker, der für seine Beiträge zur Festkörperphysik, insbesondere zur Pseudopotenzialtheorie, sowie zur Solarenergieforschung bekannt ist.

## Leben
Animalu wurde als fünftes Kind seiner Eltern Josephine Nkenwa und Michael Animalu Nwakudu geboren. Er besuchte mehrere Primarschulen der Church Mission Society (CMS), darunter St Paul’s in Isu-Oba, St. Thomas’s in Okuzu und von 1943 bis 1951 die CMS-Zentralschule in Isu-Oba. Von 1952 bis 1958 war er Schüler an der Dennis Memorial Grammar School, die ebenfalls von der CMS betrieben wurde.
Er schloss seine Schulausbildung mit dem West African School Certificate (1956), dem Cambridge Higher School Certificate (1958) und dem London Advanced Level Certificate (1959) ab. Im selben Jahr begann er ein Studium der Mathematik am University College Ibadan, wo er 1962 seinen Bachelor mit Auszeichnung abschloss. Während seiner Studienzeit erhielt er mehrere Preise, darunter den Faculty of Science Prize (1961, 1962) und den Crowe’s Prize für Algebra und Zahlentheorie (1962).
Mit einem Postgraduiertenstipendium des University College studierte er ab Oktober 1962 an der University of Cambridge, wo er 1963 einen Bachelorabschluss erwarb und 1965 in theoretischer Festkörperphysik promovierte. Der Betreuer seiner Doktorarbeit war Volker Heine, mit dem er auch mehrere einflussreiche Veröffentlichungen verfasste.
Nach seinem Studium war Animalu unter anderem als Research Associate an der Stanford University (1966–1967), Visiting Scientist an der University of North Carolina (1968) und Professor an verschiedenen Universitäten in den Vereinigten Staaten tätig. Ab 1972 arbeitete er am Lincoln Laboratory des MIT an der Weiterentwicklung von Modellpotenzialen für Übergangsmetalle.
Im Jahr 1976 kehrte er nach Nigeria zurück und übernahm eine Professur an der University of Nigeria in Nsukka. Dort war er mehrfach Dekan sowie Leiter der Abteilung für Physik und wurde 2001 emeritiert.

## Wirken
Bereits während seiner Promotionszeit veröffentlichte Animalu einflussreiche Arbeiten zur nichtlokalen dielektrischen Abschirmung in Metallen. Besonders bedeutend war die 1965 erschienene Veröffentlichung The screened model potential for 25 elements, die zu den meistzitierten Artikeln der University of Cambridge im Zeitraum 1930–1980 zählt.
In den folgenden Jahren trug er maßgeblich zur Entwicklung von Pseudopotenzialtheorien für Metalle und Halbleiter bei und veröffentlichte zahlreiche Artikel, darunter auch Arbeiten zur Hochtemperatur-Supraleitung, Quantenfeldtheorie und Solarenergie.
Sein 1977 erschienenes Lehrbuch Intermediate Quantum Theory of Crystalline Solids wurde zu einem Standardwerk, das später ins Russische übersetzt und weltweit verbreitet wurde.
Animalu war Gründungspräsident der Solar Energy Society of Nigeria und gründete das Nigerian Journal of Solar Energy sowie das Bulletin of the Nigerian Institute of Physics. Darüber hinaus war er Leiter des National Mathematical Centre in Abuja (1999–2001) und gründete danach das International Centre for Basic Research.
Im Jahr 2000 wurde er für seine wissenschaftlichen Verdienste mit dem Nigerian National Order of Merit Award ausgezeichnet – der höchsten akademischen Auszeichnung seines Landes. Er war Präsident der Nigerian Academy of Science (2001–2002) und Mitglied des Honorary Presidential Advisory Council on Science and Technology.
Animalu ist zudem Verfasser von mehr als 30 Büchern, darunter Biografien bedeutender nigerianischer Wissenschaftler sowie Werken zu Schnittstellen zwischen afrikanischer Symbolik und moderner Physik. Bereits 1968 veröffentlichte er mit Willy A. Umezinwa das Buch Asp: From African Symbols to Physics, in dem er eine kulturell-semiotische Sicht auf physikalische Konzepte entwickelte.